# هال تاون، میسوری
هال تاون (به انگلیسی: Halltown) یک روستا (ایالات متحده آمریکا) در ایالات متحده آمریکا است که در شهرستان لارنس، میزوری واقع شده‌است.
 هال تاون ۰٫۵۵ کیلومتر مربع مساحت و ۱۷۳ نفر جمعیت دارد و ۳۵۸ متر بالاتر از سطح دریا واقع شده‌است.